# Pseudophryne corroboree
Pseudophryne corroboree – gatunek płaza bezogonowego z rodziny żółwinkowatych (Myobatrachidae).

## Morfologia
Grzbiet Pseudophryne corroboree jest jasnożółty lub zielono-żółty z licznymi połyskliwymi, podłużnymi, nieregularnymi, czarnymi elementami. Brzuszna strona ciała ma barwę czarno-białą lub czarno-żółtą. Skóra na grzbiecie jest szorstka, na brzuchu – gładka. Dorosłe osobniki osiągają długość 25–30 mm.

## Występowanie
Jest to gatunek endemiczny dla Australii. Występuje na terenie Parku Narodowego Kościuszki. Pseudophryne corroboree żyją na obszarach górzystych z łagodnie opadającymi stokami na wysokościach od 1300 do 1760 m n.p.m. W okresie godowym przebywa w rejonie torfowisk, podmokłych łąk i wrzosowisk. Poza okresem godowym pojawia się głównie w lasach, zadrzewieniach i wrzosowiskach sąsiadujących z miejscami lęgowymi.

## Pożywienie
Dieta Pseudophryne corroboree składa się głównie z małych mrówek, w mniejszym stopniu z innych bezkręgowców.

## Rozmnażanie
Dorosłe osobniki przybywają na miejsca godów wczesnym latem. Gody trwają od stycznia do lutego. Samice składają 16–40 jaj o średnicy 3,1–3,6 mm (z otoczką 6–10 mm). Kijanki wykluwają się jesienią i zimą, w okresie, gdy stan wód jest podwyższony. Metamorfoza zachodzi wczesnym latem.

## Status
Gatunek ten został uznany przez Międzynarodową Unię Ochrony Przyrody (IUCN) za krytycznie zagrożony w 2002 r., po gwałtownym spadku jego liczebności obserwowanym od początku lat 80. Niekorzystny trend utrzymuje się nadal. Aktualnie liczba dorosłych osobników Pseudophryne corroboree szacowana jest na poniżej 50. Początkowo przyczyny tego zjawiska nie były znane. W 2010 roku Hunter i inni wykazali, że główną przyczyną spadków liczebności była choroba chytridiomikoza wywołana przez pasożytniczego grzyba Batrachochytrium dendrobatidis. Do innych czynników negatywnie wpływających na gatunek należą susze, pożary buszu i obecność gatunków introdukowanych.